# 아낌없이 주련다 (1989년 영화)
아낌없이 주련다는 대한민국에서 제작된 노세한 감독의 1989년 영화이다.

## 배역
- 김지미
- 이영하
- 박근형
- 김용숙
- 이상아
- 진수정
- 박정자